# Chinees Taipei op de Olympische Zomerspelen 1996
Chinees Taipei nam naar deel aan de Olympische Zomerspelen 1996 in Atlanta, Verenigde Staten. 

## Medailleoverzicht
| Sport       | Olympiër  | Discipline    | Medaille |
| ----------- | --------- | ------------- | -------- |
| Tafeltennis | Chen Jing | enkelspel (v) | Zilver   |

## Deelnemers en resultaten
(m) = mannen, (v) = vrouwen

### Atletiek
| Olympiër        | Discipline      | Resultaat | Prestatie                            |
| --------------- | --------------- | --------- | ------------------------------------ |
| Huang Hsin-Ping | 100m (m)        | 75e       | serie 11: 7de in 10,70               |
| Tao Wu-Shiun    | 200m (m)        | 64e       | serie 3: 7de in 21,25                |
| Hsu Gi-Sheng    | marathon (m)    | 57e       | 2:23.04                              |
| Chao Chih-Kuo   | verspringen (m) | 30e       | kwalificatie groep B: 16de met 7,67m |
| Nai Hui-Fang    | verspringen (m) | 17e       | kwalificatie groep A: 8ste met 7,91m |
|                 |                 |           |                                      |
| Wang Huei-Chen  | 100m (v)        | 40e       | serie 6: 7de in 11,70                |
| Hsu Pei-Chin    | 400m horden (v) | 30e       | serie 1: 7de in 58,80                |

### Badminton
| Olympiër                   | Discipline     | Resultaat | Prestatie |
| -------------------------- | -------------- | --------- | --- |
| Chang Jeng-shyong          | enkelspel (m)  | 17e       | 1ste ronde: vrij 2de ronde: V van KOR Park: 5-15, 3-15                                                                          |
| Liu En-Horng               | enkelspel (m)  | 9e        | 1ste ronde: W van MRI Clarisse: 15-10, 15-2 2de ronde: W van GER Helber: 8-15, 15-0, 15-2 3de ronde: V van INA Arbi: 0-15, 7-15 |
|                            |                |           | |
| Huang Chia-Chi             | enkelspel (v)  | 9e        | 1ste ronde: W van KOR Ra: 11-6, 11-7 2de ronde: W van CAN Julien: 9-11, 11-5, 11-1 3de ronde: V van DEN Martin: 11-12, 9-11     |
| Jeng Shwu-Zen              | enkelspel (v)  | 17e       | 1ste ronde: W van USA von Heiland: 11-2, 11-6 2de ronde: V van THA Plungwech: 5-11, 0-11                                        |
| Chen Li-Chin Tsai Huey-Min | dubbelspel (v) | 17e       | 1ste ronde: V van KOR Chung/Park: 7-15, 6-15                                                                                    |

### Boksen
| Olympiër       | Discipline | Resultaat | Prestatie                                                     |
| -------------- | ---------- | --------- | ------------------------------------------------------------- |
| Tsai Chih-Hsiu | -48kg (m)  | 17e       | 1ste ronde: V van PHI Velasco: scheidsrechterlijke beslissing |

### Boogschieten
| Olympiër                                    | Discipline      | Resultaat | Prestatie |
| ------------------------------------------- | --------------- | --------- | --- |
| Cho Sheng-Ling                              | individueel (m) | 41e       | plaatsingsronde: 41ste met 646 punten 1ste ronde: V van GBR Hardinges: 158-158 (9-10)                                                                          |
| Hsieh Sheng-Feng                            | individueel (m) | 10e       | plaatsingsronde: 57ste met 630 punten 1ste ronde: W van AUS Fear: 164-162 2de ronde: W van JPN Matsushita: 157-156 3de ronde: V van USA Huish: 162-169         |
| Wu Tsung-Yi                                 | individueel (m) | 44e       | plaatsingsronde: 42ste met 646 punten 1ste ronde: V van UKR Tevetsky: 156-159                                                                                  |
| Cho Sheng-Ling Hsieh Sheng-Feng Wu Tsung-Yi | team (m)        | 10e       | plaatsingsronde: 15de met 1921 punten 1ste ronde: V van Italië: 243-244                                                                                        |
|                                             |                 |           | |
| Lin Ya-Hua                                  | individueel (v) | 19e       | plaatsingsronde: 41ste met 632 punten 1ste ronde: W van GER Wagner: 162-158 2de ronde: V van KOR Yoon: 155-167                                                 |
| Lin Yi-Yin                                  | individueel (v) | 13e       | plaatsingsronde: 19de met 644 punten 1ste ronde: W van KAZ Touniiantse: 159-140 2de ronde: W van ITA Aldegani: 155-149 3de ronde: V van BLR Yakusheva: 157-161 |
| Yang Chun-Chi                               | individueel (v) | 46e       | plaatsingsronde: 44ste met 630 punten 1ste ronde: V van USA Langston: 150-151                                                                                  |
| Lin Ya-Hua Lin Yi-Yin Yang Chun-Chi         | team (v)        | 12e       | plaatsingsronde: 8ste met 1906 punten 1ste ronde: V van Zweden: 227-239                                                                                        |

### Gewichtheffen
| Olympiër        | Discipline | Resultaat | Prestatie                                                        |
| --------------- | ---------- | --------- | ---------------------------------------------------------------- |
| Wang Shin-Yuan  | -54kg (m)  | 9e        | trekken: 11de met 105kg stoten: 5de met 145kg totaal: 250kg      |
| Liao Hsing-Chou | -64kg (m)  | 14e       | trekken: 19de met 125kg stoten: 8ste met 165kg totaal: 290kg     |
| Kuo Tai-Chih    | -83kg (m)  | 16e       | trekken: 17de met 125kg stoten: 16de met 165kg totaal: 290kg     |
| Wu Tsai-Fu      | -83kg (m)  | 14e       | trekken: 15de met 137,5kg stoten: 14de met 175kg totaal: 312,5kg |

### Judo
| Olympiër         | Discipline | Resultaat | Prestatie |
| ---------------- | ---------- | --------- | --- |
| Liao Chun-Chiang | -60kg (m)  | 21e       | 1ste ronde: V van ESP Naveira                                                                                |
| Huang Chien-Lung | -71kg (m)  | 21e       | 1ste ronde: V van NZL Corkin                                                                                 |
| Lo Yu-Wei        | -78kg (m)  | 9e        | 1ste ronde: V van JPN Lo herkansingen: W van POL Wołkowicz herkansingen: V van BRA Canto                     |
| Wu Kuo-Hui       | -86kg (m)  | 21e       | 1ste ronde: V van USA Olson                                                                                  |
|                  |            |           | |
| Yu Shu-Chen      | -48kg (v)  | 15e       | 1ste ronde: W van AUS Kirkman 2de ronde: V van USA Wolf                                                      |
| Tseng Hsiao-Fen  | -52kg (v)  | 13e       | 1ste ronde: vrij 2de ronde: W van POR Cavalleri kwartfinale: V van CHN Liu herkansingen: V van RUS Garipova  |
| Ai-Chun Huang    | -56kg (v)  | 9e        | 1ste ronde: vrij 2de ronde: W van POR Cavalleri kwartfinale: V van CHN Liu herkansingen: V van RUS Garipova  |
| Wu Mei-Ling      | -66kg (v)  | 9e        | 1ste ronde: vrij 2de ronde: W van JPN Kazumi kwartfinale: V van NED Zwiers herkansingen: V van USA Ogasawara |
| Wu Mei-Ling      | -72kg (v)  | 19e       | 1ste ronde: V van CHN Leng                                                                                   |
| Wu Mei-Ling      | +72kg (v)  | 14e       | 1ste ronde: vrij 2de ronde: V van CAN Filteau                                                                |

### Schietsport
| Olympiër      | Discipline           | Resultaat | Prestatie                                                                     |
| ------------- | -------------------- | --------- | ----------------------------------------------------------------------------- |
| Tu Tsai-Hsing | 50m pistool (m)      | 34e       | kwalificatie: 34ste met 550 punten (91-89-95-93-89-93)                        |
| Tu Tsai-Hsing | 10m luchtpistool (m) | 41e       | kwalificatie: 41ste met 571 punten (97-92-97-96-95-94)                        |
| Huang I-Chien | trap (m)             | 57e       | kwalificatie: 57ste met 111 punten (23-21-21-22-24)                           |
| Huang I-Chien | dubbeltrap (m)       | 6e        | kwalificatie: 1ste met 141 punten (49-46-46) wbr/> finale: 6de met 178 punten |

### Schoonspringen
| Olympiër        | Discipline    | Resultaat | Prestatie                          |
| --------------- | ------------- | --------- | ---------------------------------- |
| Chen Han-hung   | 3m plank (m)  | 37e       | voorronde: 37ste met 194,13 punten |
| Chuan Hung-ping | 10m toren (m) | 36e       | voorronde: 36ste met 220,89 punten |

### Softbal
| Olympiër | Discipline | Resultaat | Prestatie |
| --- | ---------- | --------- | --- |
| Han Hsin-Lin Chien Pei-Chi Chiu Chen-Ting Chang Hsiao-Ching Tu Hui-Ping Yen Show-Tzu Chung Chiung-Yao Liu Tzu-Hsin Ou Ching-Chieh Liu Chia-Chi Wang Ya-Fen Yang Hui-Chun Tu Hui-Mei Chien Chen-Ju Lee Ming-Chieh | vrouwen    | 6e        | groepsfase: 6de V van Canada: 1-2 V van Australië: 0-4 W van Nederland: 7-1 V van Verenigde Staten: 0-4 W van Puerto Rico: 10-2 V van China: 0-1 V van Japan: 1-5 |

| Groepsfase |                  |             |             |             |        |        |        |        |        |
| #          | Land             | Wedstrijden | Wedstrijden | Wedstrijden | Punten | Punten | Punten | Punten | Punten |
| #          | Land             | G           | W           | V           | RV     | RT     | Saldo  | Ptn    |        |
| 1          | Verenigde Staten | 7           | 6           | 1           | 37     | 7      | +30    | .857   |        |
| 2          | China            | 7           | 5           | 2           | 29     | 7      | +22    | .714   |        |
| 3          | Australië        | 7           | 5           | 2           | 29     | 11     | +18    | .714   |        |
| 4          | Japan            | 7           | 5           | 2           | 24     | 18     | +6     | .714   |        |
| 5          | Canada           | 7           | 3           | 4           | 15     | 18     | -3     | .429   |        |
| 6          | Chinees Taipei   | 7           | 2           | 5           | 19     | 19     | 0      | .286   |        |
| 7          | Nederland        | 7           | 1           | 6           | 4      | 32     | -28    | .143   |        |
| 8          | Puerto Rico      | 7           | 1           | 6           | 5      | 44     | -39    | .143   |        |

| Ronde      | Datum   | Plaats         | Land | Score            | Land |
| ---------- | ------- | -------------- | ---- | ---------------- | ---- |
| Groepsfase |         |                |      |                  |      |
| 21 juli    | Atlanta | Chinees Taipei | 1-2  | Canada           |      |
| 22 juli    | Atlanta | Australië      | 4-0  | Chinees Taipei   |      |
| 23 juli    | Atlanta | Chinees Taipei | 7-1  | Nederland        |      |
| 24 juli    | Atlanta | Chinees Taipei | 0-4  | Verenigde Staten |      |
| 25 juli    | Atlanta | Puerto Rico    | 2-10 | Chinees Taipei   |      |
| 26 juli    | Atlanta | China          | 1-0  | Chinees Taipei   |      |
| 27 juli    | Atlanta | Japan          | 5-1  | Chinees Taipei   |      |

### Tafeltennis
| Olympiër                     | Discipline     | Resultaat | Prestatie |
| ---------------------------- | -------------- | --------- | --- |
| Chiang Peng-lung             | enkelspel (m)  | 17e       | groep A: 2de W van SUD Osama: 2-0 W van JPN Tasaki: 2-0 V van CHN Kong: 0-2 |
| Chiang Peng-lung Wu Wen-Chia | dubbelspel (m) | 17e       | groep F: 3de V van KOR Kang/Kim: 0-2 V van POL Blaszczyk/Grubba: 1-2 |
|                              |                |           | |
| Chen Chiu-Tan                | enkelspel (v)  | 33e       | groep K: 3de V van KOR Park: 0-2 V van GER Nemes: 0-2 W van TKM Steshenko: 2-0 |
| Chen Jing                    | enkelspel (v)  | Zilver    | groep C: 1ste W van NZL Li: 2-0 W van ITA Arisi: 2-1 W van LIB Chouaib: 2-0 2de ronde: W van HUN Batorfi: 3-1 (21-13, 21-14, 15-21, 21-14) kwartfinale: W van HKG Liu: 3-0 (21-12, 21-15, 21-19) halve finale: W van CHN Qiao: 3-0 (21-9, 23-21, 21-17) finale: V van CHN Deng: 2-3 (14-21, 17-21, 22-20, 21-17, 5-21) |
| Xu Jing                      | enkelspel (v)  | 33e       | groep J: 3de V van SIN Jing: 0-2 V van PRK Kim: 1-2 W van CAN Cada: 2-0 |
| Bai Hui-yin Xu Jing          | dubbelspel (v) | 9e        | groep D: 2de V van KOR Park/Ryu: 0-2 W van ROU Ciosu/Cojocaru: 2-0 W van UGA Kyadobye/Musoke: 2-0 |
| Chen Chiu-tan Chen Jing      | dubbelspel (v) | 5e        | groep E: 1ste W van HUN Batorfi/Toth: 2-0 V van PRK Kim/Son: 1-2 W van AUS Zhou/Zhou: 2-0 kwartfinale: V van CHN Deng/Qiao: 2-3 (21-18, 16-21, 19-21, 24-22, 21-23) |

### Tennis
| Olympiër                   | Discipline     | Resultaat | Prestatie                                                                                                 |
| -------------------------- | -------------- | --------- | --- |
| Chen Chih-Jung Lien Yu-Hui | dubbelspel (m) | 17e       | 1ste ronde: V van CIV N'Goran/N'Goran: 2-6, 2-6                                                           |
|                            |                |           | |
| Wang Shi-Ting              | enkelspel (v)  | 17e       | 1ste ronde: W van ITA Adriana Serra Zanetti: 7-5, 7-6(5) 2de ronde: V van USA Fernandez: 6-7(4), 6-2, 1-6 |

### Wielersport
| Olympiër      | Discipline       | Resultaat | Prestatie      |
| Weg           | Weg              | Weg       | Weg            |
| ------------- | ---------------- | --------- | -------------- |
| Chen Chih-Hao | wegwedstrijd (m) | DNF       | niet gefinisht |

### Zeilen
| Olympiër             | Discipline  | Resultaat | Prestatie                                     |
| -------------------- | ----------- | --------- | --------------------------------------------- |
| Wei Huang            | mistral (m) | 9e        | 59 punten: (6-15-16-8-4-12-13-10-6)           |
| Brady Sih Bryant Sih | 470 (m)     | 25e       | 172 punten: (24-27-28-12-35-15-14-24-4-26-26) |

### Zwemmen
| Olympiër                                                | Discipline            | Resultaat | Prestatie                                        |
| ------------------------------------------------------- | --------------------- | --------- | ------------------------------------------------ |
| Huang Chih-yung                                         | 50m vrije slag (m)    | 56e       | serie 2: 3de in 24,89                            |
| Huang Chih-yung                                         | 100m vrije slag (m)   | 56e       | serie 3: 8ste in 53,47                           |
| Huang Chih-yung                                         | 100m schoolslag (m)   | 33e       | serie 3: 7de in 1.05,26                          |
| Huang Chih-yung                                         | 200m schoolslag (m)   | 34e       | serie 1: 3de in 2.25,96                          |
|                                                         |                       |           |                                                  |
| Lin Chien-ju                                            | 50m vrije slag (v)    | 38e       | serie 6: 8ste in 27,00                           |
| Tsai Shu-min                                            | 100m vrije slag (v)   | 40e       | serie 2: 7de in 58,65                            |
| Chang Wei-cha                                           | 200m vrije slag (v)   | 35e       | serie 3: 6de in 2.06,97                          |
| Lin Chi-chan                                            | 400m vrije slag (v)   | 11e       | serie 3: 6de in 4.17,18 finale B: 3de in 4.15,74 |
| Lin Chi-chan                                            | 800m vrije slag (v)   | 9e        | serie 4: 1ste in 8.40,31                         |
| Tsai Shu-min                                            | 100m rugslag (v)      | 34e       | serie 2: 8ste in 1.11,44                         |
| Lin Chi-chan                                            | 200m rugslag (v)      | 33e       | serie 2: 6de in 2.24,50                          |
| Mou Ying-hsin                                           | 100m schoolslag (v)   | 39e       | serie 2: 5de in 1.14,82                          |
| Mou Ying-hsin                                           | 200m schoolslag (v)   | 36e       | serie 2: 4de in 2.43,94                          |
| Hsieh Shu-ting                                          | 100m vlinderslag (v)  | 38e       | serie 2: 6de in 1.04,39                          |
| Hsieh Shu-tzu                                           | 200m vlinderslag (v)  | 18e       | serie 4: 6de in 2.16,27                          |
| Tsai Shu-min                                            | 200m wisselslag (v)   | 41e       | serie 2: 8ste in 2.28,71                         |
| Hsieh Shu-tzu                                           | 400m wisselslag (v)   | 29e       | serie 1: 7de in 5.01,70                          |
| Chang Wei-chia Tsai Shu-min Lin Chien-ju Lin Chi-chan   | 4x100m vrije slag (v) | 18e       | serie 3: 7de in 3.56,39                          |
| Tsai Shu-min Chang Wei-chia Hsieh Shu-ting Lin Chi-chan | 4x200m vrije slag (v) | 19e       | serie 2: 7de in 8.27,61                          |
| Hsieh Shu-Ting Lin Chien-Ju Mou Ying-Hsin Tsai Shu-Min  | 4x100m wisselslag (v) | 24e       | serie 1: 8ste in 4.38,90                         |

Afghanistan · Albanië · Algerije · Amerikaanse Maagdeneilanden · Amerikaans-Samoa · Andorra · Angola · Antigua‑Barbuda · Argentinië · Armenië · Aruba · Australië · Azerbeidzjan · Bahama's · Bahrein · Bangladesh · Barbados · België · Belize · Benin · Bermuda · Bhutan · Bolivia · Bosnië en Herzegovina · Botswana · Brazilië · Britse Maagdeneilanden · Brunei · Bulgarije · Burkina Faso · Burundi · Cambodja · Canada · Centraal-Afrikaanse Republiek · Chili · China · Chinees Taipei · Colombia · Comoren · Congo-Brazzaville · Cookeilanden · Costa Rica · Cuba · Cyprus · Denemarken · Djibouti · Dominica · Dominicaanse Republiek · Duitsland · Ecuador · Egypte · El Salvador · Equatoriaal-Guinea · Estland · Ethiopië · Fiji · Filipijnen · Finland · Frankrijk · Gabon · Gambia · Georgië · Ghana · Grenada · Griekenland · Groot-Brittannië · Guam · Guatemala · Guinee · Guinee-Bissau · Guyana · Haïti · Honduras · Hongarije · Hongkong · Ierland · IJsland · India · Indonesië · Irak · Iran · Israël · Italië · Ivoorkust · Jamaica · Japan · Jemen · Joegoslavië · Jordanië · Kaaimaneilanden · Kaapverdië · Kameroen · Kazachstan · Kenia · Kirgizië · Koeweit · Kroatië · Laos · Lesotho · Letland · Libanon · Liberia · Libië · Liechtenstein · Litouwen · Luxemburg ·  Macedonië · Madagaskar · Malawi · Malediven · Maleisië · Mali · Malta · Marokko · Mauritanië · Mauritius · Mexico · Moldavië · Monaco · Mongolië · Mozambique · Myanmar · Namibië · Nauru · Nederland · Nederlandse Antillen · Nepal · Nicaragua · Nieuw-Zeeland · Niger · Nigeria · Noord-Korea · Noorwegen · Oeganda · Oekraïne · Oezbekistan · Oman · Oostenrijk · Pakistan · Palestina · Panama · Papoea-Nieuw-Guinea · Paraguay · Peru · Polen · Portugal · Puerto Rico · Qatar · Roemenië · Rusland · Rwanda · Saint Kitts en Nevis · Saint Lucia · Saint Vincent en Grenadines · Salomonseilanden · Samoa · San Marino · Sao Tomé en Principe · Saoedi-Arabië · Senegal · Seychellen · Sierra Leone · Singapore · Slovenië · Slowakije · Soedan · Somalië · Spanje · Sri Lanka · Suriname · Swaziland · Syrië · Tadzjikistan · Tanzania · Thailand · Togo · Tonga · Trinidad en Tobago · Tsjaad · Tsjechië · Tunesië · Turkije · Turkmenistan · Uruguay · Vanuatu · Venezuela · Verenigde Arabische Emiraten · Verenigde Staten · Vietnam · Wit-Rusland · Zaïre · Zambia · Zimbabwe · Zuid-Afrika · Zuid-Korea · Zweden · Zwitserland